# Komitat Syrmien
Das Komitat Syrmien (ungarisch Szerém vármegye, kroatisch Srijemska županija) war eine historische Verwaltungseinheit im Königreich Kroatien und Slawonien (ungarisch Horvát-Szlavónország), ein autonomes Königreich unter der ungarischen Stefanskrone innerhalb der Habsburgermonarchie. Es wurde von einem kroatischen Ban (Vizekönig) verwaltet. Der Komitatssitz war in Vukovár (kroatisch Vukovar, deutsch Wukowar). Das Komitat umfasste eine Fläche von 6.866 km². Der Volkszählung von 1910 zufolge hatte das Komitat 414.234 Einwohner.

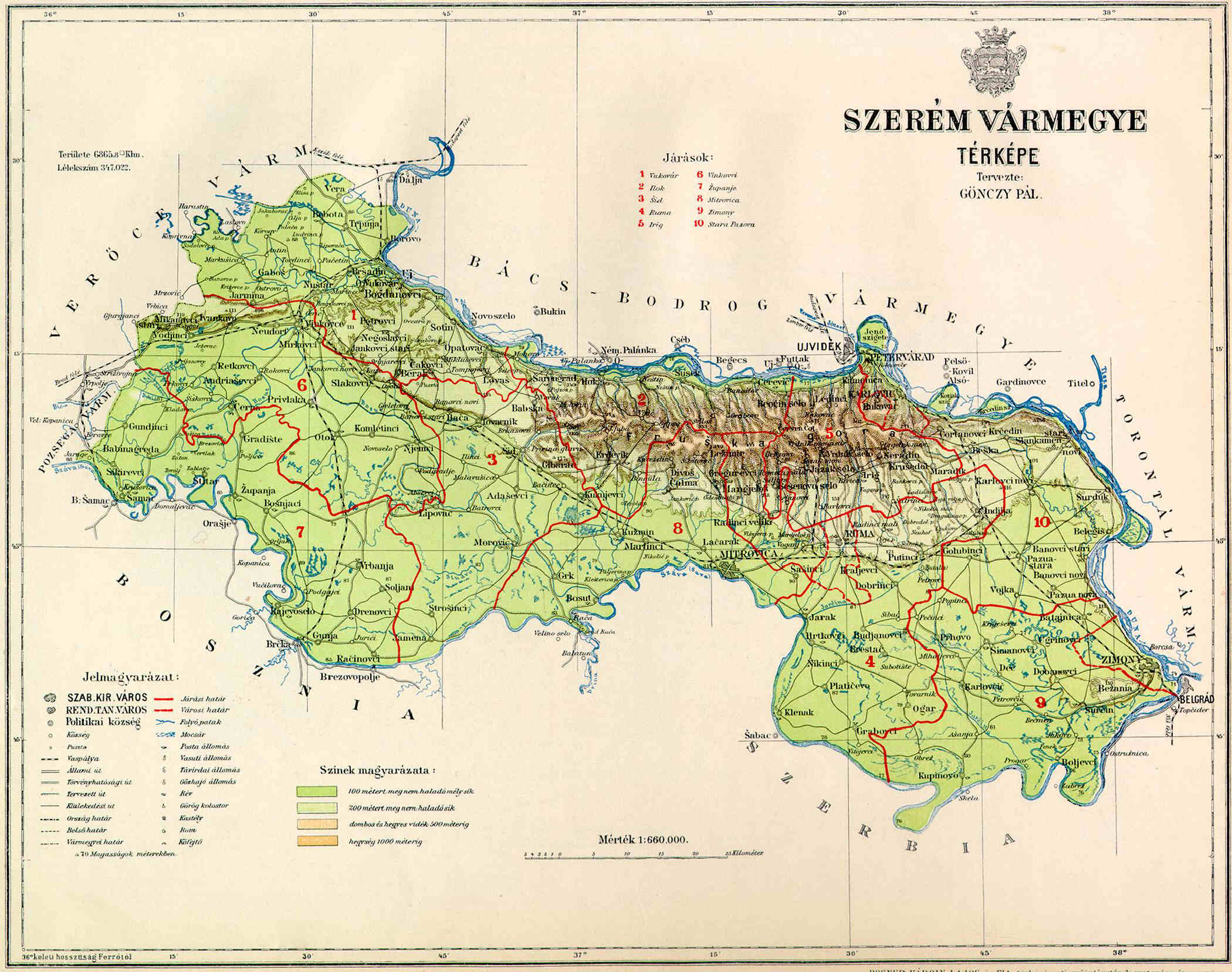
Landkarte des Komitats Szerém um 1890

## Bezirksunterteilung
Das Komitat bestand im frühen 20. Jahrhundert aus folgenden Stuhlbezirken (nach dem Namen des Verwaltungssitzes benannt):
| Stuhlbezirke (járások)                     | Stuhlbezirke (járások)                               |
| Stuhlbezirk                                | Verwaltungssitz                                      |
| ------------------------------------------ | ---------------------------------------------------- |
| Ireg                                       | Ireg, heute Irig                                     |
| Szávaszentdemeter/Mitrovica                | Szávaszentdemeter/Mitrovica, heute Sremska Mitrovica |
| Ópázova                                    | Ópázova, heute Stara Pazova                          |
| Sid                                        | Sid, heute Šid                                       |
| Újlak                                      | Újlak, heute Ilok                                    |
| Vinkovce                                   | Vinkovce, heute Vinkovci                             |
| Vukovár                                    | Vukovár, heute Vukovar                               |
| Zimony                                     | Zimony, heute Zemun                                  |
| Zsupanya                                   | Zsupanya, heute Županja                              |
| Stadtkreis (törvényhatósági jogú város)    |                                                      |
| Zimony, heute Zemun                        |                                                      |
| Stadtbezirke (rendezett tanácsú városok)   |                                                      |
| Karlóca, heute Sremski Karlovci            |                                                      |
| Pétervárad, heute Petrovaradin             |                                                      |
| Szávaszentdemeter, heute Sremska Mitrovica |                                                      |

Die Orte Ilok, Vinkovci, Vukovar und Županja liegen im heutigen Kroatien, alle übrigen in Serbien.